# Tinka Kurti
Tinka Kurti, född den 17 december 1932 i Sarajevo i Bosnien och Hercegovina, är en av Albaniens mest kända skådespelerskor.
Tinka Kurti studerade färdig 1946 vid akademin Jordan Misja. Hon blev en yrkesutövare i skådespeleri vid Migjeni-teatern. Hon spelade huvudrollen i den första hellånga filmen i albansk filmhistoria, känd under titeln Tana (från 1958). Från den tiden till 1993 framträdde hon i ett trettiotal roller i albanska långfilmer.